# Kaigetsudō Ando
Kaigetsudō Ando, altresì noto come Kaigetsudō Yasunori (懐月堂安度?; Kyoto, 1671 – ...), è stato un pittore giapponese, rappresentante del genere ukiyo-e.

## Biografia

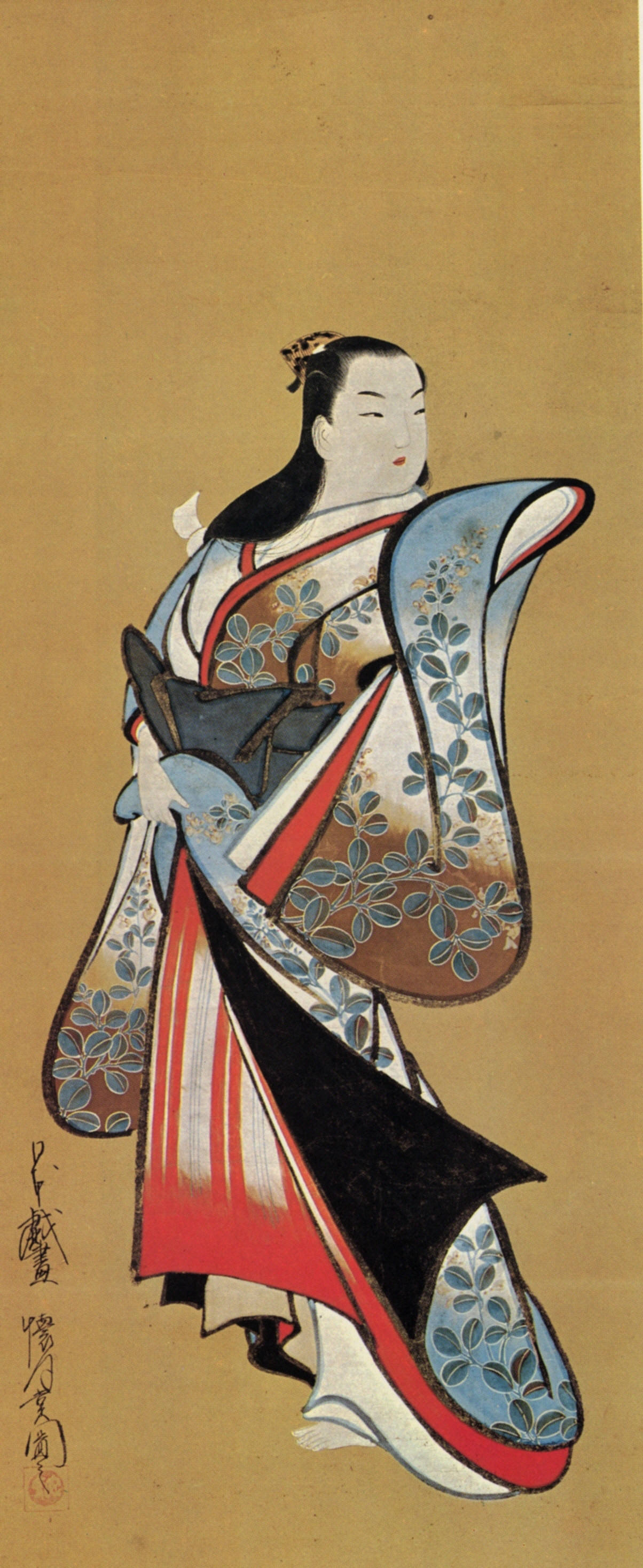
Un bijin-ga di Kaigetsudō

La tradizione indica come data di nascita il 1671, ma la sua attività sembra iniziare all'inizio del XVIII secolo. Il suo nome reale era probabilmente Ozakawa Genshichi e viveva nella via principale del quartiere di Asakusa, a Edo, strada che portava al Sensō-ji ed al distretto a luci rosse di Yoshiwara. Le lavoratrici di Yoshiwara costituivano quasi i suoi unici soggetti ed i loro frequentatori erano probabilmente i suoi migliori clienti. Kaigetsudō era a capo di un grande numero di allievi. Nel 1714 fu coinvolto nel cosiddetto scandalo Ejima-Ikushima, in cui furono coinvolti la dama di compagnia della madre dello shōgun Tokugawa Ietsugu, Ejima, e l'attore di kabuki Ikushima Shingorō. Per punire questa relazione illecita lo shōgun ebbe una reazione severissima, esiliando decine di persone che avrebbero favorito in vario modo la tresca, tra cui proprio Kaigetsudō, che fu bandito ad Izu Ōshima. Non è certo se riuscì a tornare dall'esilio, anche se alcuni disegni a lui attribuibili sembrano fatti qualche tempo dopo lo scandalo.
Fu esclusivamente pittore ed il suo stile si rifece a Hishikawa Moronobu.